# Інститут нефрології НАМН України
ДУ «Інститут нефрології НАМН України» — підвідомчий Національній академії медичних наук України академічний інститут нефрологічного профілю. Заснований у 2002 році, реорганізований шляхом злиття з Національним інститутом хірургії та трансплантології імені О. О. Шалімова у 2023 році.

## Історія
ДУ «Інститут нефрології АМНУ» заснований у системі Академії медичних наук України в березні 2002 року в результаті реорганізації Інституту урології та нефрології АМН України.
Нефрологія як самостійна дисципліна була відокремлена від терапевтичних спеціальностей в Україні ще в 20-х роках ХХ століття. Основоположником наукової нефрології в Україні по праву вважається київський професор Феофіл Яновський (1860—1928) — автор монографії «Діагностика захворювань нирок у зв'язку з їх патологією» (Київ, 1927).
У 1960-х роках у Києві розвиток нефрології як спеціальності очолив професор Анатолій Пелещук, який керував відділом нефрології Київського НДІ захворювань нирок і сечовивідних шляхів (урології) в 1965—1973 роках.
У 1973—2002 роках відділ терапевтичної нефрології Інституту урології та нефрології очолював академік АМН, член-кореспондент НАН України Любомир Пиріг. Під його керівництвом як головного нефролога МОЗ України (1979—1993 рр.) створено мережу нефрологічної допомоги в Україні, в 1995 році на базі Інституту урології та нефрології створено кафедру нефрології Київської медичної академії післядипломної освіти, на базі якої проходили спеціалізацію і курси вдосконалення нефрологи України. У 1982 році створено громадську організацію — Українська асоціація нефрологів.
У ХХІ столітті в Інституті нефрології НАМН України активно працювали наукові школи під керівництвом професорки Інгретти Багдасарової (дитяча нефрологія), професора Георгія Дранніка (Імунологія), професорки Наталії Сайдакової (епідеміологія захворювань нирок), професорки Г. Нікулініої (біохімія), розвивали ідеї свого вчителя академіка Л. А. Пирога клініцисти під керівництвом доктора медичних наук, професора Миколи Колесника та ін.
У 2023 році інститут реорганізовано шляхом злиття з Національним інститутом хірургії та трансплантології імені О. О. Шалімова.

## Клініка
На базі Інституту нефрології НАМН України працювала клініка, яка надавала широкий спектр послуг із лікування захворювань нефрологічного характеру.
- надання спеціалізованої консультативної допомоги хворим нефрологічного профілю, мешканцям Києва та будь-якої області України;
- уточнення генезу (з проведенням за необхідності пункційної біопсії нирки), диференціальна діагностика та лікування захворювань нирок, а саме — гострого і хронічного гломерулонефриту, інфекцій сечової системи, інтерстиціального нефриту, діабетичної нефропатії, дисметаболічних нефропатій, нефропатій при системних захворюваннях сполучної тканини і вроджених вадах нирок;
- консервативне лікування хронічної ниркової недостатності;
- участь в організації та проведенні семінарів, клінічних, паталого-анатомічних, науково-практичних конференцій, консиліумів і медичних рад;
- виїзди на виклики Української станції виїзної екстреної консультативної допомоги.